# Muusikakool
Muusikakool è un singolo del rapper estone Nublu, pubblicato l'11 aprile 2019.

## Tracce
Testi e musiche di Markkus Pulk.
1. Muusikakool – 2:36

## Classifiche
| Classifica (2019) | Posizione massima |
| ----------------- | ----------------- |
| Estonia           | 2                 |